# Anthony Kaldellis
Antónios Kaldéllis (grec moderne : Αντώνιος Καλδέλλης), connu à l’étranger sous le nom d’Anthony Kaldellis (né le 29 novembre 1971 à Athènes), est un historien grec, spécialiste de l'Empire byzantin et professeur à l'Ohio State University.

## Biographie
Diplômé de l'université du Michigan, il est l'auteur de plusieurs articles et ouvrages sur le monde byzantin, qui portent notamment sur son modèle politique et l'identité byzantine. Dans Hellenism in Byzantium: The Transformations of Greek Identity and the Reception of the Classical Tradition, il revient sur les piliers de la culture byzantine que sont la culture grecque, la forme romaine du pouvoir et la religion chrétienne, et essaie de définir l'identité hellène au Moyen-Âge dans le contexte particulier du monde byzantin, passant d'un aspect négatif jusqu'à l'an 1000 puis à une identité positive dans les derniers siècles de l'Empire. Dans le même ordre d'idées, il a travaillé sur les liens entre la Grèce antique et le monde byzantin au travers de l'exemple de la perception du Parthénon dans The Christian Parthenon: Classicism and Pilgrimage in Byzantine Athens en 2010.
Dans The Byzantine Republic, il tente de reconnecter le monde politique byzantin avec ses origines romaines, en démontrant que le pouvoir impérial se fait au nom du peuple et parfois par lui directement, dans une conception qui pourrait être qualifiée de républicaine. Il a aussi travaillé sur la pertinence et l'origine de la dénomination d'Empire byzantin pour qualifier ce qui demeure, selon lui, un Empire romain. Le qualificatif de « byzantin » aurait alors pour origine une volonté du monde occidental de délégitimer la continuité romano-byzantine de l'Empire d'Orient. Il a développé cette thèse dans son ouvrage Romanland: Ethnicity and Empire in Byzantium.
Il a aussi traduit et travaillé sur plusieurs historiens byzantins comme Procope de Césarée, Michel Attaleiatès ou Laonicos Chalcondyle.

## Ouvrages
- (en) Anthony Kaldellis, Hellenism in Byzantium : The Transformations of Greek Identity and the Reception of the Classical Tradition, Cambridge University Press, 2008 (ISBN 978-1-139-46842-8, lire en ligne)
- (en) Anthony Kaldellis, Procopius of Caesarea : Tyranny, History, and Philosophy at the End of Antiquity, University of Pennsylvania Press, 2012
- (en) Michel Attaleiatès (trad. du grec ancien par Anthony Kaldellis et Dimitris Krallis), The History, Cambridge, Massachusetts/London, England, Harvard University Press, coll. « Dumbarton Oaks Medieval Library », 2012, 636 p. (ISBN 978-0-674-05799-9 et 0-674-05799-6, lire en ligne)
- (en) Anthony Kaldellis, Ethnography after Antiquity : Foreign Lands and People in Byzantine Literature, University of Pennsylvania Press, 2013, 288 p. (ISBN 978-0-8122-0840-5, lire en ligne)
- (en) Anthony Kaldellis, The Byzantine Republic : people and power in New Rome, Londres, Harvard University Press, 2015, 290 p. (ISBN 978-0-674-36540-7, lire en ligne)
- (en) Anthony Kaldellis, Romanland : Ethnicity and Empire in Byzantium, Cambridge (Mass.), Harvard University Press, 2019, 373 p. (ISBN 978-0-674-98651-0, lire en ligne)
- (en) Anthony Kaldellis, Streams of gold, rivers of blood : the rise and fall of Byzantium, 955 A.D. to the First Crusade, New York, Oxford University Press, 2017, 399 p. (ISBN 978-0-19-025322-6, lire en ligne)